# 대한민국 지식경제부
지식경제부(知識經濟部, 영어: Ministry of Knowledge Economy) 또는 약칭 지경부(知經部)는 수출 증대 및 교역 정책, 외국인 투자 유치 및 통상협력 증진, 에너지 정책 수립과 시행, 산업 경쟁력 강화 및 기술 개발 지원, 우정 사업 등의 사무를 관장하는 대한민국의 옛 중앙행정기관이다. 2008년 2월 29일 산업자원부를 개편하여 발족하였으며 2013년 3월 23일 산업통상자원부와 미래창조과학부로 개편되면서 폐지되었다.

## 설치 근거 및 소관 업무
- 정부조직법 [법률 제8852호, 2008.02.29 전부개정] 제32조[1]
- 지식경제부와 그 소속기관 직제 [대통령령 제20678호, 2008.02.29 제정] 제3조[2]

## 연혁
- 2008년 2월 29일 - 산업자원부를 개편하여 지식경제부를 신설.(산업자원부의 산업, 무역·투자, 에너지 정책 · 정보통신부의 IT 산업정책, 우정사업 · 과학기술부의 산업기술 R&D정책 · 재정경제부의 경제자유구역기획, 지역특화기획 통합)
- 2013년 3월 23일 - 지식경제부를 폐지하고 산업통상자원부를 신설. R&D 업무는 미래창조과학부로 이관.

## 조직
| - 가스산업과 - 감사관 - 감사담당관 - 경제자유구역기획단 - 광업등록사무소 - 구주협력과 - 군산자유무역지역관리원 - 규제개혁법무담당관 - 기계항공시스템과 - 기술표준원 - 기술표준정책국 - 기획재정담당관 - 기획조정실 - 기후변화에너지자원개발정책관 - 김제자유무역지역관리원 - 남부광산보안사무소 - 녹색성장기후변화정책과 - 대불자유무역지역관리원 - 동남아협력과 - 동부광산보안사무소 - 동북아협력과 - 동해자유무역지역관리원 - 디자인브랜드과 - 로봇산업과 | - 마산자유무역지역관리원 - 무역위원회 - 무역정책과 - 무역정책관 - 무역진흥과 - 무역투자실 - 미래생활섬유과 - 미주협력과 - 바이오헬스과 - 반도체디스플레이과 - 방사성폐기물과 - 부품소재총괄과 - 비상안전계획관 - 비서관 - 산업경제실 - 산업경제정책과 - 산업경제정책관 - 산업기술개발과 - 산업기술기반팀 - 산업기술시장과 - 산업기술정책 - 산업기술정책과 - 산업자원협력실 - 산업환경과 | - 서부광산보안사무소 - 석유산업과 - 석탄산업과 - 성과관리고객만족팀 - 성장동력실 - 성장동력정책과 - 성장촉진과 - 소프트웨어산업과 - 소프트웨어융합과 - 수출입과 - 승강기사고조사판정위원회 - 신산업정책관 - 신재생에너지과 - 에너지관리과 - 에너지기술팀 - 에너지산업정책관 - 에너지안전팀 - 에너지자원실 - 에너지자원정책과 - 에너지절약정책과 - 에너지절약추진단 - 에너지절약협력과 - 연구개발특구기획단 - 우정사업본부 | - 운영지원과 - 울산자유무역지역관리원 - 원전산업정책과 - 원전산업정책관 - 원전수출진흥과 - 유통물류과 - 율촌자유무역지역관리원 - 입지총괄과 - 자동차조선과 - 자원개발전략과 - 장관정책보좌관 - 재난안전관리팀 - 적합성정책국 - 전기위원회 - 전략시장정책과 - 전략시장협력관 - 전력산업과 - 전력진흥과 - 전자산업과 - 정보통신산업과 - 정보통신산업정책관 - 정보통신정책과 - 정보화담당관 - 정책기획관 | - 제품안전정책국 - 주력산업정책관 - 주력시장협력관 - 중견기업정책과 - 중견기업정책관 - 중동아프리카협력과 - 중부광산보안사무소 - 지식산업표준국 - 지식서비스과 - 지역경제정책관 - 지역경제총괄과 - 지역산업과 - 지역특화발전특구기획단 - 철강화학과 - 투자유치과 - 투자정책과 - 투자정책관 - 해외투자과 - 행정관리담당관 - 혁신지원과 - 협력총괄과 - 홍보기획담당관 - 홍보지원팀 |

### 외청
- 중소기업청
- 특허청

## 역대 장·차관

### 지식경제부 장관
| 정부        | 대수     | 이름           | 임기                               | 출신지                     | 출신학교        | 비고                                                                                              |
| ----------- | -------- | -------------- | ---------------------------------- | -------------------------- | --------------- | ------------------------------------------------------------------------------------------------- |
| 이명박 정부 | 초대     | 이윤호(李允鎬) | 2008년 2월 29일 ~ 2009년 9월 18일  | 충남 대전 (현 충남과 분리) | 위스콘신 대학교 | 산업자원부 산업기술국장&중소기업특별위원회 정책조정실장&주 러시아 대사                            |
| 이명박 정부 | 2대      | 최경환(崔炅煥) | 2009년 9월 19일 ~ 2011년 1월 26일  | 경북 경산                  | 위스콘신 대학교 | 제17·18·19대 국회의원&한국경제학회 이사                                                           |
| 이명박 정부 | 3대      | 최중경(崔重卿) | 2011년 1월 27일 ~ 2011년 9월 27일  | 경기 화성                  | 하와이 대학교   | 대통령실 경제수석비서관&기획재정부 제1차관&주 필리핀 대사                                         |
| 이명박 정부 | 직무대리 | 윤상직(尹相直) | 2011년 9월 28일 ~ 2011년 11월 16일 | 경북 경산                  | 위스콘신 대학교 | 대통령실 지식경제비서관&지식경제부 자원개발정책관·산업경제정책관·기획조정실장&산업통상자원부 장관 |
| 이명박 정부 | 4대      | 홍석우(洪錫禹) | 2011년 11월 17일 ~ 2013년 3월 11일 | 충북 청주                  | 성균관대학교    | 중소기업청장&지식경제부 무역투자정책본부장&대한무역투자진흥공사 사장                              |
| 이명박 정부 | 직무대리 | 윤상직(尹相直) | 2013년 3월 11일 ~ 2013년 3월 13일  | 경북 경산                  | 위스콘신 대학교 | 대통령실 지식경제비서관&지식경제부 자원개발정책관·산업경제정책관·기획조정실장&산업통상자원부 장관 |

### 지식경제부 차관

#### 지식경제부 제1차관
| 정부        | 대수 | 이름           | 임기                              | 출신지    | 출신학교        | 비고                                                                                              |
| ----------- | ---- | -------------- | --------------------------------- | --------- | --------------- | ------------------------------------------------------------------------------------------------- |
| 이명박 정부 | 초대 | 임채민(林采民) | 2008년 3월 1일 ~ 2010년 3월 22일  | 서울      | 경희대학교      | 국무총리실장&산업자원부 산업기술국장&중소기업특별위원회 정책조정실장&보건복지부 장관              |
| 이명박 정부 | 2대  | 안현호(安玹鎬) | 2010년 3월 23일 ~ 2011년 5월 18일 | 경남 함안 | 서울대학교      | 산업자원부 산업기술국장·지식경제본부장·산업경제실장·기획조정실장                                  |
| 이명박 정부 | 3대  | 윤상직(尹相直) | 2011년 5월 18일 ~ 2013년 3월 13일 | 경북 경산 | 위스콘신 대학교 | 대통령실 지식경제비서관&지식경제부 자원개발정책관·산업경제정책관·기획조정실장&산업통상자원부 장관 |

#### 지식경제부 제2차관
| 정부        | 대수 | 이름            | 임기                              | 출신지                     | 출신학교        | 비고 |
| ----------- | ---- | --------------- | --------------------------------- | -------------------------- | --------------- | --- |
| 이명박 정부 | 초대 | 이재훈(李載勳 ) | 2008년 3월 1일 ~ 2009년 1월 19일  | 전남 광주 (현 전남과 분리) | 성균관대학교    | 산업자원부 자본재산업국장·산업정책본부장·무역투자실장·차관보                                                                     |
| 이명박 정부 | 2대  | 안철식(安哲植)  | 2009년 1월 20일 ~ 2009년 1월 28일 | 충북 청주                  | 성균관대학교    | 산업자원부 지역산업균형발전기획관·에너지산업심의관&지식경제부 에너지자원실장                                                     |
| 이명박 정부 | 3대  | 김영학(金榮鶴)  | 2009년 2월 1일 ~ 2010년 8월 16일  | 경북 예천                  | 성균관대학교    | 산업자원부 에너지자원개발본부장·기간제조산업본부장·정책홍보관리본부장&지식경제부 산업경제실장·기획조정실장&한국무역보험공사 사장 |
| 이명박 정부 | 4대  | 박영준(朴永俊)  | 2010년 8월 16일 ~ 2011년 5월 18일 | 경북 칠곡                  | 한양대학교      | 대통령비서실 기획조정비서관&국무총리실 국무차장                                                                                  |
| 이명박 정부 | 5대  | 김정관(金正寬)  | 2011년 5월 18일 ~ 2013년 3월 13일 | 경남 부산 (현 경남과 분리) | 일리노이 대학교 | 산업자원부 지역산업균형발전기획관·에너지자원개발본부장&지식경제부 에너지산업정책관·에너지자원실장                                |

## 사건·사고 및 논란

### 룸살롱 접대
지식경제부 공무원 11명이 2010년부터 2011년 8월까지 수차례에 걸쳐 산하기관들로부터 룸살롱 접대를 받은 사실이 국무총리실 공직복무관리관실에 적발된 것으로 2011년 8월 2일 확인됐다. 여권 관계자는 이날 "국무총리실이 2011년 6월 지식경제부를 상대로 공직감찰을 벌이는 과정에서 과장급을 포함한 직원 11명이 대전에 있는 한국기계연구원과 경주에 있는 한국방사성폐기물관리공단 직원 17명에게 수차례 룸살롱 접대를 받은 것으로 밝혀졌다"고 말했다. 공무원들은 "업무보고를 하라"고 정부과천청사 등으로 산하기관 직원들을 불러 올린 뒤 이 같은 접대를 받았으며, 산하기관의 일부 직원은 "공무원 중엔 룸살롱에서 성접대를 받은 사람도 있다"고 알려졌다. 이 사건으로 지경부 장관은 국회에서 사과하고, 관련 공단 직원은 보직해임되었다.